# 4090 Říšehvězd
4090 Říšehvězd è un asteroide della fascia principale. Scoperto nel 1986, presenta un'orbita caratterizzata da un semiasse maggiore pari a 2,3572916 UA e da un'eccentricità di 0,2091870, inclinata di 1,32607° rispetto all'eclittica.